# Flavobacterium johnsoniae
Flavobacterium johnsoniae ist eine Art von Bakterien. Das Genom wurde vollständig isoliert, Flavobacterium johnsoniae war hierbei eine der ersten Arten innerhalb der Familie Flavobacteriaceae.

## Merkmale
Die Art Flavobacterium johnsoniae ist Gram-negativ. Die Zellen sind stäbchenförmig, im Bereich von 0.3–0.4 × 1.5–15 μm.  In älteren Kulturen werden Sphäroplasten gebildet. Die meisten Stämme dieser Art sind auf Sauerstoff angewiesen (aerob), allerdings sind auch Stämme vorhanden, die ohne Sauerstoff auskommen. Sie sind in der Lage durch anaerobe Atmung unter Verwendung von Nitrat als Elektronenakzeptor zu wachsen.
Flagellen sind nicht vorhanden, das Bakterium kann sich aber durch gleitend fortbewegen ("gliding motility"), ein Merkmal, welches häufig in der Abteilung der Bacteroides zu finden ist. Sporen werden nicht gebildet. 
NaCl-Werte von 0 – 1 werden toleriert. Wachstum erfolgt bei Temperaturen zwischen 10 und 30 °C, bestes Wachstum erfolgt bei 25 – 30 °C. Der GC-Gehalt in der DNA liegt bei 33 – 35,2.

## Systematik
Flavobacterium johnsoniae zählt zu der Familie der Flavobacteriaceae, welche wiederum zu der Klasse Bacteroidetes gestellt wird. Es wurde im Jahre 1947 erstbeschrieben, hierbei zählte es zu der Gattung Cytophaga. Zu der jetzigen Gattung Flavobacterium wurde es von J. F. Bernardet und Mitarbeiter im Jahre 1996 gestellt.

## Ökologie
Flavobacterium johnsoniae  kommt häufig in Böden und im Süßwasser vor. Diese Art ist, wie auch einige andere der Gattung, innerhalb von Böden oft in der Rhizosphäre von Pflanzenwurzeln vorhanden. Flavobacterium johnsoniae wird auch in Verbindung mit Fischkrankheiten gebracht. In der Gattung Flavobacterium sind mehrere Bakterien pathogen für Fische, Beispiele sind F. columnare, F. hydatis, F. psychrophilum und F. succinicans.

## Etymologie
Der Gattungsname Flavobacterium beruht auf dem lateinischen Wort „Bacterium“ (Bakterie) und auf dem ebenfalls lateinischen Wort „flavus“, welches Gelb bedeutet. Letzteres bezieht sich auf die Farben der Kolonien, welche oft durch das Pigment Flexirubin ein ausgeprägtes Gelb zeigen, auch Flavobacterium johnsoniae enthält diese Pigmente. Der Artname F. johnsoniae wurde zu Ehren des amerikanischen Mikrobiologen Delia E. Johnson gewählt. Er untersuchte Bakterien, die sich, wie einige der Gattung Flavobacterium, gleitend fortbewegen.